# Tenochtitlan in 3D
Tenochtitlan in 3D (Engelse titel: Portrait of Tenochtitlan) is een serie digitale afbeeldingen van Tenochtitlan en de vallei van Mexico aan het begin van de 16e eeuw, gemaakt met 3D-computergraphics door de Nederlandse programmeur Thomas Kole. Het fotorealistische kunstwerk geeft een betrouwbaar beeld van de hoofdstad van de Mexica. Met behulp van drone fotografie gemaakt door de Mexicaanse topograaf Andrés Semo worden de beelden vergeleken met het tegenwoordige Mexico-Stad.

## Ontwikkeling
Kole maakte de afbeeldingen met behulp van opensourcesoftware Blender, Gimp en Darktable in zijn vrije tijd gedurende 1,5 jaar in 2022 en 2023. Voor de afbeeldingen gebruikte Kole beschikbare bronnen en adviezen van deskundigen.

## Lancering
De afbeeldingen werden gepubliceerd op de website van het project in september 2023 met uitleg in het Engels, Spaans en Nahuatl, deze laatste vertaald door Rodrigo Ortega Acoltzi uit het Spaans. De rechten van de afbeeldingen zijn vrijgegeven met verplichte naamsvermelding onder Creative Commons-licientie BY 4.0.

## Ontvangst
De publicatie van Portrait of Tenochtitlán trok de aandacht van de Spaanstalige National Geographic en ging viraal. Bij zijn eerste bezoek aan Mexico-Stad in februari 2024 presenteerde Kole in samenwerking met Semo en Ortega het project met succes voor een deskundig publiek in het Nationale Museum voor Antropologie.

## Galerie

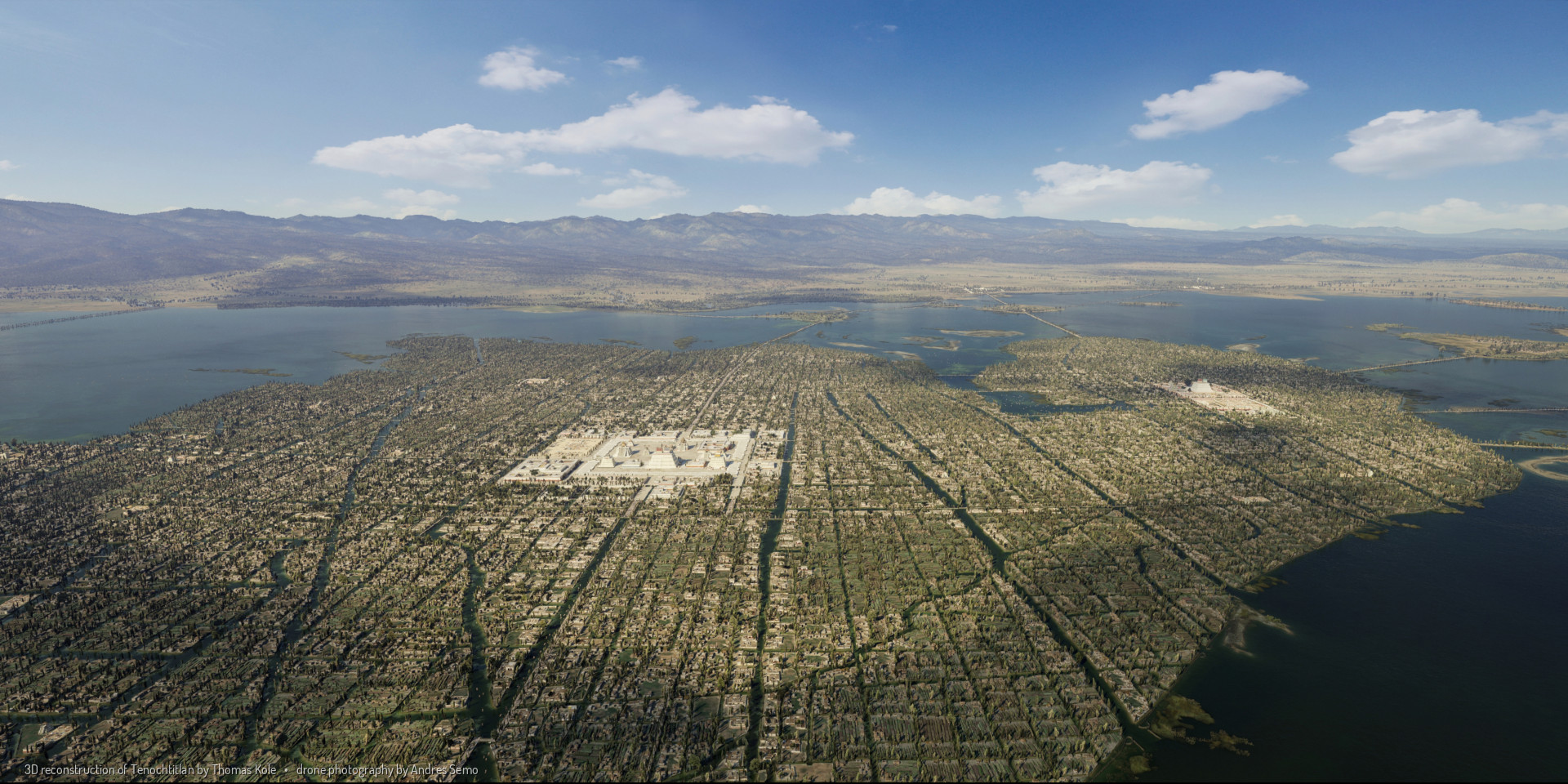
Uitzicht naar het westen
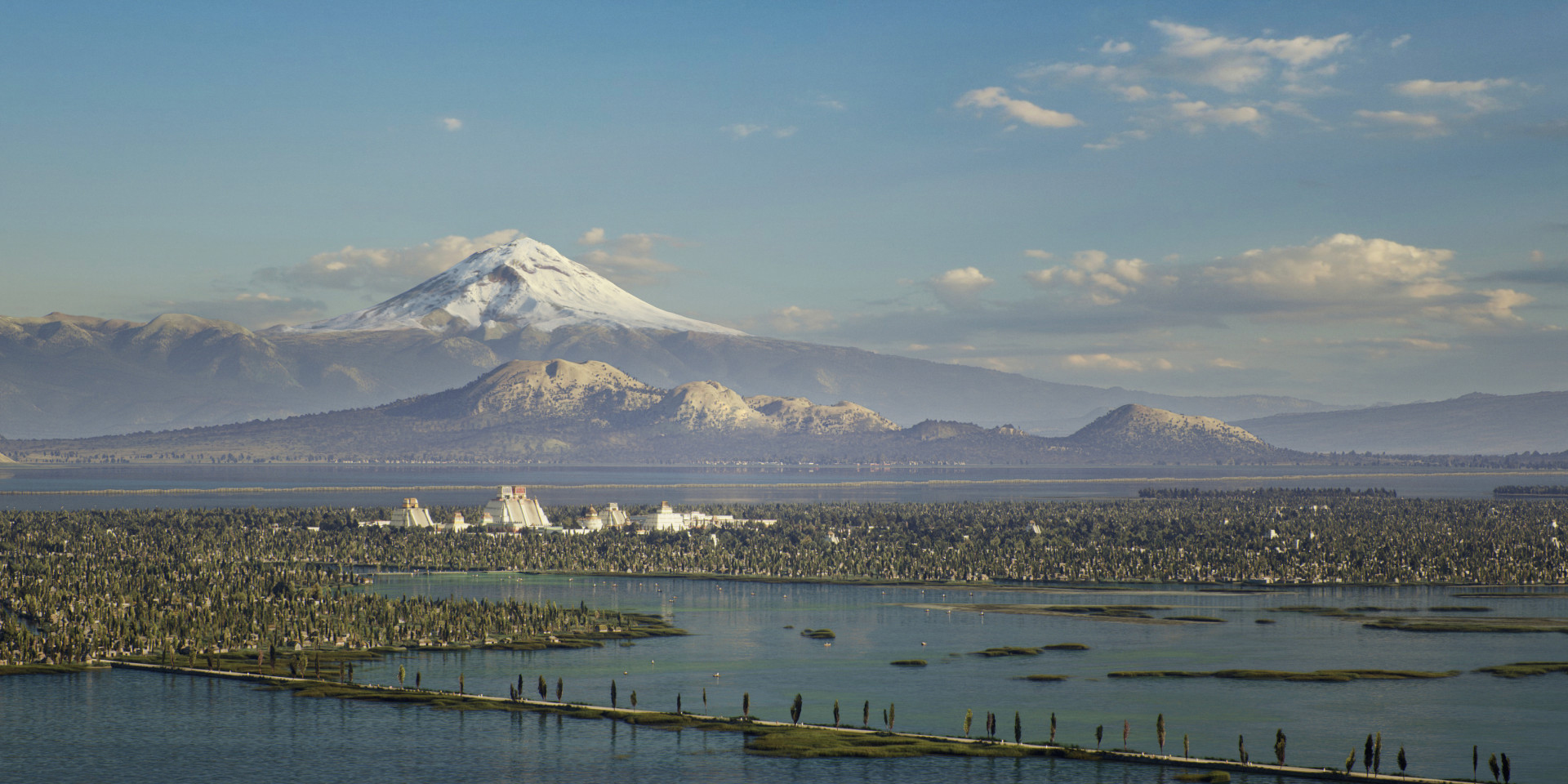
Tenochtitlan en Popocatépetl
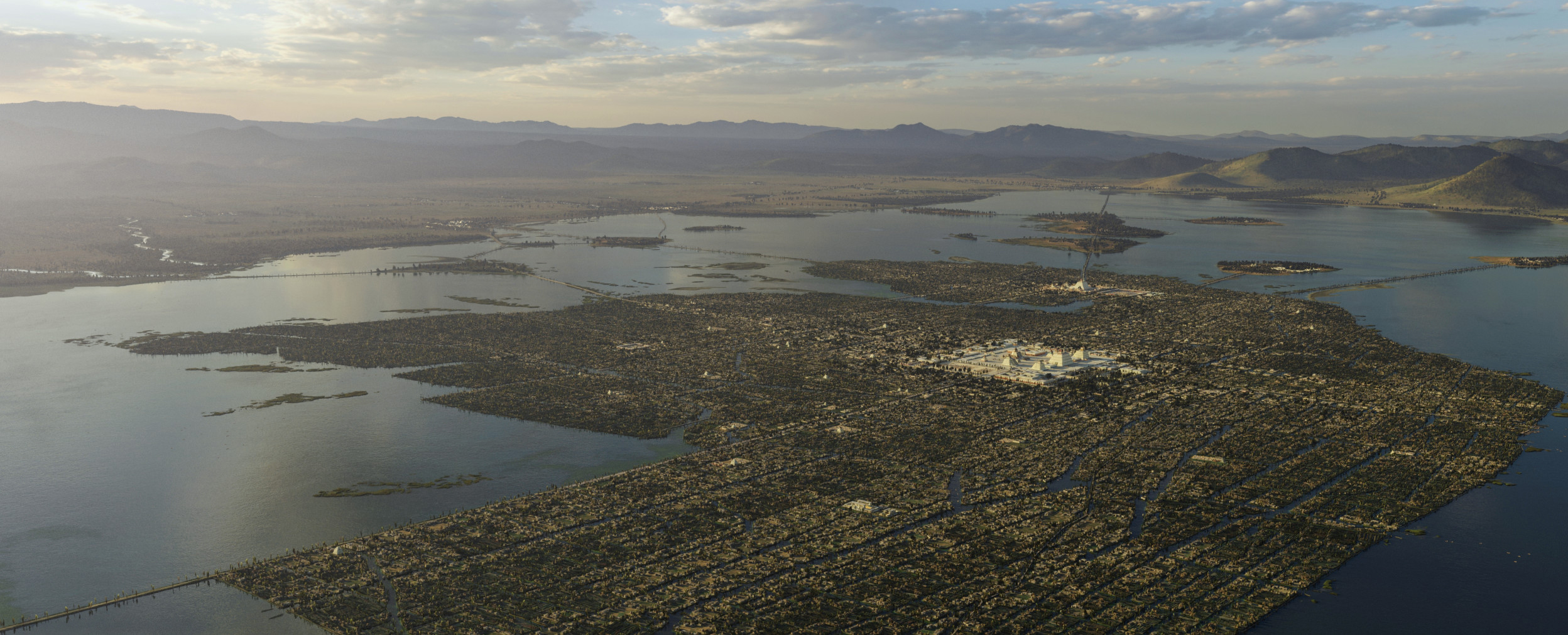
Vanuit de lucht